# 防衛管区司令部
防衛管区司令部（ぼうえいかんくしれいぶ、ドイツ語：Wehrbereichskommando、略称：WBK）は、ドイツ連邦軍における軍管区の一種で、領土防衛に関する国家指揮当局である。当初は地域軍の主要機構であったが、1969年の連邦軍改革で西ドイツ陸軍の内部に抱合され、西ドイツにおける郷土防衛の基幹組織となる。2000年の戦力基盤軍の健軍に伴い陸軍から戦力基盤軍に移管され、戦力支援司令部の指揮下におかれる。「Wehrbereichs」については他に防衛領域、防衛地域、国防領域、国防地域の訳がある。
防衛管区はそれぞれ複数の州を管轄している。

## 歴史
ヴァイマル共和政時代には軍管区（WK）が区分されていた。戦前・戦中の軍管区司令部は戦後の防衛管区司令部とは異なる機能を保持していた。
ドイツ連邦軍の建軍に伴い、軍事行政単位として防衛管区が設けられる。これらは通常一つの防衛管区ごとに複数の州が内包される（バイエルン州およびバーデン＝ヴュルテンベルク州は単一、ザールラント州、ラインラント＝プファルツ州およびヘッセン州の防衛管区は同一であった）。防衛管区は連邦政府主体の領土防衛機関として整備され、連邦国防省の防衛管区行政当局および軍事指揮当局として防衛管区司令部が機能する。両方共に郡ごとに非現役単位を準備した。

### 連邦軍最初期
1956年に各防衛管区のために領土司令部が設立され、1957年に防衛管区司令部に改称された。1957年にこれらの最上位国家指揮権を執行する機関として領土防衛局のちに領土防衛司令部へ改称のうえで設置され、連邦国防省に直属した。
同年、下位機関に各行政管区のために「VP-TV幕僚部」（郡のみで行政管区がない連邦州では幕僚部のみ）が設置される。これは1963年中に防衛地区司令部（VBK）に改称される。改編時の編制は以下のとおり。
- 第1防衛管区司令部（キール）
  - 第10防衛地区司令部
  - 第11防衛地区司令部
  - 第12防衛地区司令部
- 第2防衛管区司令部（ハノーファー）
  - 第20防衛地区司令部
  - 第21防衛地区司令部
  - 第22防衛地区司令部
  - 第23防衛地区司令部
  - 第24防衛地区司令部
  - 第25防衛地区司令部
- 第3防衛管区司令部（デュッセルドルフ）
  - 第31防衛地区司令部
  - 第32防衛地区司令部
  - 第33防衛地区司令部
  - 第34防衛地区司令部
  - 第35防衛地区司令部
  - 第36防衛地区司令部
- 第4防衛管区司令部（マインツ）
  - 第41防衛地区司令部
  - 第42防衛地区司令部
  - 第43防衛地区司令部
  - 第44防衛地区司令部
  - 第45防衛地区司令部
  - 第46防衛地区司令部
  - 第47防衛地区司令部
- 第5防衛管区司令部（シュトゥットガルト）
  - 第51防衛地区司令部
  - 第52防衛地区司令部
  - 第53防衛地区司令部
  - 第54防衛地区司令部
- 第6防衛管区司令部（ミュンヘン）
  - 第61防衛地区司令部
  - 第62防衛地区司令部
  - 第63防衛地区司令部
  - 第64防衛地区司令部
  - 第65防衛地区司令部
  - 第66防衛地区司令部
  - 第67防衛地区司令部

防衛地区司令部の下位には防衛地区本部（VKK）が郡級単位ごとに置かれ、自己の非現役部隊を擁していた（猟兵連隊、通信中隊、補給中隊、輸送中隊、築城隊）。施設警備のために防衛地区本部には非現役部隊の郷土防衛中隊が設けられていた。この部隊の番号については個別の警備対象の規模に合わせた単位ごとに区分され、これらの部署と部隊は1969年まで整備された。
1969年に「領土予備」は当初の計画に基づいて独立軍種として運用されていたが、「地域軍（国内軍）」に改編され陸軍の予備役機構として統合された。
防衛管区司令部の序列は2002年の連邦軍改革まで維持された。
- NATO機構軍に対する作戦運用自由権の保守（ドイツ独自の軍事力の維持）
- 民間防衛体制の支援

そして、連邦州とその住民による防衛計画策定について軍事専門家として助言にあたり、実務上は隷下単位に対して指揮権を行使する。平時は連邦政府の指揮下におかれるが、防衛事態に至った際には北大西洋条約機構の軍団指揮系統に結合される。連邦軍は常時この任務に応じるため部隊執行施設本部を整備し、憲兵部隊、輸送隊および野戦病院部隊が隷属した。

### 陸軍第3次編制1970年から1980年
直轄部隊は地理的現況に合わせ一部が軍需品のために（沿岸、補給上重要な河川や運河。主要補給線：MSR、鉄道輸送線：ETL）防衛地区司令部隷下にはこれら兵站活動に関わる部隊が配備された（戦線後方業務を共有すべく防衛管区内において東側諸国との国境線から算出された「後方戦闘地域」が設定される）。
1972年から防衛管区司令部を統制するため郷土防衛司令部（HschKdo）が設置される。地域軍にはこれによって初めて自由に運用できる部隊ができ、歩兵のみならず装甲戦闘車両部隊も配備される。これらは1982年に郷土防衛旅団（HschBrig）に改編され第51から第56までの通し番号が与えられる。
防衛管区司令部は幕僚組織は次の第1部（G1、人事・内面指導）、第2部（G2、軍事通信）、第3部（G3、指揮・編制・教育）、第4部（G4、後方支援）の4部門からなる。
- 基盤的施設と工兵隊（隷属する築城隊グループと軍事基盤的施設の業務）
- 交通管理（行政地区の交通関係部署と共に）
- 兵役（防衛管区内連邦軍の全部隊への補給および資材票の準備）
- 電波利用（計画および連邦軍通信関連施設と器材、通信隊の下で設置された州郵政局内連絡部署）
- 軍事自動車業務（連邦軍車両の登録と検査業務）
- 防衛管区資料室

また、連邦軍間の中央機能のみならず民間人管理および連合軍に関する連絡指令業務についてはG3が対応する。

### 陸軍第4次編制1980年から1992年
1982年から各防衛管区司令部に非現役の郷土防衛旅団が第61から第66までの通し番号を与えられて新編される。
1985年から「戦時受入国支援についての合意」の枠組みに基づいて防衛管区司令部の一部がアメリカ合衆国支援司令部（Ukdo）に隷属する。
防衛管区司令部の多様性の例として第5防衛管区司令部の序列を示す。
- 10個非現役通信隊（バーデン＝ヴュルテンベルク州政府とNATO軍団および師団に隣接する防衛管区司令部に関して）
- 現役司令部中隊（幕僚部と3個車列警備隊）
- 第51、第52、第53、第54防衛地区司令部
- 現役第55郷土防衛旅団
- 非現役第5支援隊（本部のみ現役）
- 第5管区通信指揮部
- 現役ミュンジングおよびホイベルクの軍事訓練場本部
- 非現役第75野戦病院連隊（本部のみ現役）
- 非現役第75工兵連隊
- 現役第750憲兵大隊
- 非現役第751憲兵大隊
- 非現役第750輸送大隊
- 非現役第750特殊武器防護大隊（防衛管区司令部直轄）
- 非現役第750整備中隊
- 非現役第750補給中隊
- 非現役第7500爆発物処理小隊

これらに加えて管区内には南部地域防衛司令部直轄の部隊が配置されていた。
- 南部地域司令部　在マンハイム
- 第850通信団　在マンハイム（旅団級コマンドで非現役）
- 第850工兵団　在マンハイム（旅団級コマンドで非現役）
- 第850衛生団　在マンハイム（旅団級コマンドで非現役）
- 独立幹部第852野戦予備大隊　在クライヒタール

### 陸軍第5次編制と以後の発展
陸軍第5次編制（1993年から1997年）の枠組みで既存の体制は解体され、師団と合併された新体制に移行する。
| 旧防衛管区司令部  | 旧師団            | 新名称                               |
| ----------------- | ----------------- | ------------------------------------ |
| 第1防衛管区司令部 | 第6装甲擲弾兵師団 | 第1防衛管区司令部/第6装甲擲弾兵師団  |
| 第2防衛管区司令部 | 第1装甲師団       | 第2防衛管区司令部/第1装甲師団        |
| 第3防衛管区司令部 | 第7装甲師団       | 第3防衛管区司令部/第7装甲師団        |
| 第4防衛管区司令部 | 第5装甲師団       | 第4防衛管区司令部/第5装甲師団        |
| 第5防衛管区司令部 | 第10装甲師団      | 第5防衛管区司令部/第10装甲師団       |
| 第6防衛管区司令部 | 第1山岳師団       | 第6防衛管区司令部/第1山岳師団        |
| 第7防衛管区司令部 |                   | 第7防衛管区司令部/第13装甲擲弾兵師団 |
| 第8防衛管区司令部 |                   | 第8防衛管区司令部/第14装甲擲弾兵師団 |

この改編では各担当区域は変更されなかった。ただし、第5防衛管区司令部 / 第10装甲師団はバーデン＝ヴュルテンベルク州の州都シュトゥットガルトではなくジークマリンゲンに司令部が置かれる。
旧防衛管区司令部にあった非現役部隊の多くは解隊され、残りの個別単位はいわゆる「防衛管区司令部分担（WBK-Anteil）」として師団内に抱合される。新司令部は更に「師団長兼防衛管区部隊司令官代理」の職名（1996年には「一般国土防衛任務指揮官代理」に改称）に改称される。防衛事態に至った場合、防衛管区司令部は通常師団司令部とは指揮系統が分割され（師団司令部はNATO系統に、防衛管区司令部はドイツ連邦政府系統に）運用され、管区内に残留する一部部隊と施設は防衛管区司令部に隷属する。
例として第5防衛管区司令部 / 第10装甲師団隷下の第10猟兵連隊「リンツガウ」の状態を示す。平時において連隊は4個大隊が編制下に置かれる。完全現役の第101猟兵大隊、一部が現役の第102猟兵大隊、非現役の第108警備大隊は第10装甲師団に残され、非現役の第852猟兵大隊は第5防衛管区司令部隷下となる。

### 2001年から2006年の状況
「完全一新する連邦軍」に基づき再編成が実施され、2001年に地域軍（郷土防衛軍）は解体され、残余の機構は新編された戦力基盤軍に移管された。「国土防衛の任務」に対する責任については2001年10月1日に陸軍指揮司令部から新編された戦力支援司令部に移管される。また、「国土防衛指揮官」は戦力支援指揮司令官が兼務する。同時に師団 / 防衛管区司令部は7個から4個に削減され、戦力支援指揮司令部隷下におかれる。さらに、個々の防衛地区司令部と既存の非現役部隊は解体される。
新編成の防衛管区は以下の連邦州を含む。
- 第1防衛管区「沿岸」 - ブレーメン特別市、ハンブルク特別市、メクレンブルク＝フォアポンメルン州、シュレースヴィヒ＝ホルシュタイン州
- 第2防衛管区 - ヘッセン州、ノルトライン＝ヴェストファーレン州、ラインラント＝プファルツ州、ザールラント州
- 第3防衛管区 - ベルリン特別市、ブランデンブルク州、ザクセン州、ザクセン＝アンハルト州、テューリンゲン州
- 第4防衛管区「南部ドイツ」 - バイエルン州、バーデン＝ヴュルテンベルク州

残った旧通し番号付防衛地区司令部（最初の桁の数字は旧防衛管区司令部との関係を示す）は一旦維持され、新防衛管区司令部の任務は新管区割りに対応することになる。

## 各防衛管区司令部
防衛管区司令部は領土防衛任務の遂行に責任を負う。管内に駐留する各軍種部隊や軍事施設（2000年からは戦力基盤軍と救護業務軍）を配置する。連邦軍管理部門は連邦および各州当局を統括している。
任務には次の事項が含まれる。
- 統合軍任務の保証。
- 連邦軍部隊の国内外での支援。
- 隷属する指揮機関と専門分野の指揮権。
- ドイツ連邦共和国基本法第35条に基づくドイツ国内での連邦軍による救援活動支援用途の組織（各州ごとの軍民協力）。

### 組織
防衛地区司令部（VBK）の解散と州司令部（LKdo）の新設の一環として、防衛管区司令部の体制は2010年までに「連邦軍の変革」によって主要構造の変革がなされた。これにより、それぞれに異なる重点分野に注力した部隊や機関が編成される。
4個防衛管区司令部には、各州ごとに州司令部が置かれ、州政府の指導を受ける。州司令部の下で、行政管区連絡本部（BVK）は34個が置かれ、郡連絡本部（KVK）は429個が置かれている。両機関は予備役兵のみで構成される。司令官は少将または准将が充てられる。

### 第1防衛管区司令部＝沿岸
第1防衛管区司令部の管轄はブレーメン特別市、ハンブルク特別市、ニーダーザクセン州、メクレンブルク＝フォアポンメルン州およびシュレースヴィヒ＝ホルシュタイン州の防衛警備に責任を負い、司令部施設をキールのシャルンホルスト兵営に置く。この防衛管区の重点事項は後方支援業務である。
州司令部
- ブレーメン州司令部
- ハンブルク州司令部
- ニーダーザクセン州司令部
- メクレンブルク＝フォアポンメルン州司令部
- シュレースヴィヒ＝ホルシュタイン州司令部

直轄部隊および機関
- 第1後方支援旅団（デルメンホルスト）
- 第17後方支援連隊（ブルク）
- 第151憲兵大隊（ノイブランデンブルク）
- 第152憲兵大隊（ハノーファー）
- 第11資材試験分隊（キール）
- 第12資材試験分隊（ハノーファー）
- イェーガーブリュック軍事訓練場本部（エックジン）、ベルゲンとノルトホルンとプートロスの射撃場本部。
- 第1防衛管区軍楽隊（ノイブランデンブルク）

### 第2防衛管区司令部
第2防衛管区司令部の管轄はヘッセン州、ノルトライン＝ヴェストファーレン州、ラインラント＝プファルツ州およびザールラント州の防衛警備に責任を負い、司令部施設をマインツに置く。この防衛管区の重点事項は指揮支援業務である。
州司令部
- ヘッセン州司令部
- ノルトライン＝ヴェストファーレン州司令部
- ラインラント＝プファルツ州司令部
- ザールラント州司令部

直轄部隊および機関
- 第28指揮支援連隊（メッヒャーニッヒ）
- 第29指揮支援連隊（ディリンゲン）
- 第251憲兵大隊（マインツ）
- 第252憲兵大隊（ヒルデン）
- バウムホルダーとダアーデンの軍事訓練場本部

### 第3防衛管区司令部
第3防衛管区司令部の管轄はベルリン特別市、ブランデンブルク州、ザクセン州、ザクセン＝アンハルト州およびテューリンゲン州の防衛警備に責任を負い、司令部施設をエルフルトに置く。この防衛管区の重点事項は指揮支援業務である。
州司令部
- ブランデンブルク州司令部
- ザクセン州司令部
- ザクセン＝アンハルト州司令部
- テューリンゲン州司令部

直轄部隊および機関
- ベルリン駐屯司令部
  - 第350憲兵大隊
  - 連邦軍幕僚部軍楽隊
  - 連邦国防省警衛大隊
- 第38指揮支援連隊（シュトルコー (マルク)）
- 第351憲兵大隊（ライプツィヒ）
- 第252憲兵大隊（ヒルデン）
- 第3防衛管区軍楽隊（エルフルト）
- ベルリン、フランケンベルク/ザクセンとフランクフルト/オーデルとオーデルホフのスポーツグループ
- オーバーラウジッツ、ヴィットシュトック/ドッセ、クリーツの軍事訓練場本部
- 第78と第32試験分隊

### 第4防衛管区司令部＝南部ドイツ
第4防衛管区司令部の管轄はバイエルン州およびバーデン＝ヴュルテンベルク州の防衛警備に責任を負い、司令部施設をミュンヘンのフェルスト・ブレーデ兵営に置く。この防衛管区の重点事項は後方支援業務である。
州司令部
- バイエルン州司令部
- バーデン＝ヴュルテンベルク州司令部

直轄部隊および機関
- 第451憲兵大隊（ミュンヘン）
- 第452憲兵大隊（シュテッテン・アム・カルテン・マルクト）
- 第46後方支援連隊（ディーツ、輸送大隊、整備大隊、後方支援大隊）
- 第47後方支援連隊（ドルンシュタット、3個後方支援大隊と第464工兵大隊および固定施設）
- ヴィルトフレッケン軍事訓練場本部、ヴィルトフレッケン、ハンメルベルク、オーアドルフおよびシュヴァルツェンボルンならびにホイベルクの軍事訓練場
- グラーフェンヴェーア演習場ドイツ軍代表部
- 爆発物処理センター（シュテッテン・アム・カルテン・マルクト）
- 山岳軍楽隊（ガルミッシュ＝パルテンキルヒェン）
- 雑多な小規模部門（z.B.）、ビショフスヴィーゼン、ブルッフザール、トートナウの連邦軍スポーツグループ